# Linia kolejowa Arnstadt – Ichtershausen
Linia kolejowa Arnstadt – Ichtershausen – dawna lokalna, jednotorowa linia kolejowa w kraju związkowym Turyngia, w Niemczech. Łączyła Arnstadt z miejscowością Ichtershausen.